# Charlie Mulgrew
Charlie Mulgrew (Glasgow, 6 marzo 1986) è un ex calciatore scozzese, di ruolo difensore.

## Carriera
Il 5 gennaio 2006 è stato ceduto in prestito dal Dundee Utd.

## Statistiche

### Presenze e reti nei club
Statistiche aggiornate al 16 settembre 2017.
| Stagione             | Squadra              | Campionato           | Campionato | Campionato | Coppe nazionali | Coppe nazionali | Coppe nazionali | Coppe continentali | Coppe continentali | Coppe continentali | Altre coppe | Altre coppe | Altre coppe | Totale | Totale |
| Stagione             | Squadra              | Comp                 | Pres       | Reti       | Comp            | Pres            | Reti            | Comp               | Pres               | Reti               | Comp        | Pres        | Reti        | Pres   | Reti   |
| -------------------- | -------------------- | -------------------- | ---------- | ---------- | --------------- | --------------- | --------------- | ------------------ | ------------------ | ------------------ | ----------- | ----------- | ----------- | ------ | ------ |
| gen.-giu. 2006       | Dundee Utd           | SPL                  | 13         | 2          | SC+CdL          | 1+0             | 0               | -                  | -                  | -                  | -           | -           | -           | 14     | 2      |
| 2006-2007            | Wolverhampton        | FLC                  | 6+1        | 0          | FACup+CdL       | 0               | 0               | -                  | -                  | -                  | -           | -           | -           | 7      | 0      |
| 2007-gen. 2008       | Wolverhampton        | FLC                  | 0          | 0          | FACup+CdL       | 0+2             | 0               | -                  | -                  | -                  | -           | -           | -           | 2      | 0      |
| Totale Wolverhampton | Totale Wolverhampton | Totale Wolverhampton | 6+1        | 0          |                 | 2               | 0               |                    | -                  | -                  |             | -           | -           | 9      | 0      |
| gen.-giu. 2008       | Southend Utd         | FL1                  | 18+2       | 1          | FACup+CdL       | -               | -               | -                  | -                  | -                  | FLT         | -           | -           | 20     | 1      |
| 2008-2009            | Aberdeen             | SPL                  | 35         | 5          | SC+CdL          | 4+2             | 0               | -                  | -                  | -                  | -           | -           | -           | 41     | 5      |
| 2009-2010            | Aberdeen             | SPL                  | 37         | 4          | SC+CdL          | 2+1             | 0               | UEL                | 2                  | 1                  | -           | -           | -           | 42     | 5      |
| Totale Aberdeen      | Totale Aberdeen      | Totale Aberdeen      | 72         | 9          |                 | 9               | 0               |                    | 2                  | 1                  |             | -           | -           | 83     | 10     |
| 2010-2011            | Celtic               | SPL                  | 23         | 0          | SC+CdL          | 6+4             | 2+1             | UCL+UEL            | 2+0                | 0                  | -           | -           | -           | 35     | 3      |
| 2011-2012            | Celtic               | SPL                  | 30         | 8          | SC+CdL          | 4+3             | 0               | UEL                | 7                  | 1                  | -           | -           | -           | 44     | 9      |
| 2012-2013            | Celtic               | SPL                  | 30         | 5          | SC+CdL          | 4+3             | 1+2             | UCL                | 12                 | 1                  | -           | -           | -           | 49     | 9      |
| 2013-2014            | Celtic               | SP                   | 28         | 6          | SC+CdL          | 1+1             | 0               | UCL                | 10                 | 0                  | -           | -           | -           | 40     | 6      |
| 2014-2015            | Celtic               | SP                   | 10         | 0          | SC+CdL          | 0+1             | 0               | UCL+UEL            | 6+3                | 0                  | -           | -           | -           | 20     | 0      |
| 2015-2016            | Celtic               | SP                   | 13         | 1          | SC+CdL          | 3+0             | 0               | UCL+UEL            | 3+1                | 1+0                | -           | -           | -           | 20     | 2      |
| Totale Celtic        | Totale Celtic        | Totale Celtic        | 134        | 20         |                 | 30              | 6               |                    | 44                 | 3                  |             | -           | -           | 208    | 29     |
| 2016-2017            | Blackburn            | FLC                  | 28         | 3          | FACup+CdL       | 2+0             | 0               | -                  | -                  | -                  | -           | -           | -           | 30     | 3      |
| 2017-2018            | Blackburn            | FL1                  | 41         | 14         | FACup+CdL       | 3+2             | 0               | -                  | -                  | -                  | FLT         | 0           | 0           | 46     | 14     |
| 2018-2019            | Blackburn            | FLC                  | 29         | 10         | FACup+CdL       | 1+1             | 0               | -                  | -                  | -                  | -           | -           | -           | 31     | 10     |
| lug.-ago. 2019       | Blackburn            | FLC                  | 1          | 0          | FACup+CdL       | 0               | 0               | -                  | -                  | -                  | -           | -           | -           | 1      | 0      |
| ago. 2019- gen. 2020 | Wigan                | FLC                  | 12         | 0          | FACup+CdL       | 0+1             | 0               | -                  | -                  | -                  | -           | -           | -           | 13     | 0      |
| gen.-giu. 2020       | Blackburn            | FLC                  | 1          | 0          | FACup+CdL       | 0               | 0               | -                  | -                  | -                  | -           | -           | -           | 1      | 0      |
| Totale Blackburn     | Totale Blackburn     | Totale Blackburn     | 100        | 27         |                 | 9               | 0               |                    | -                  | -                  |             | 0           | 0           | 109    | 27     |
| 2020-2021            | Fleetwood Town       | FL1                  | 23         | 1          | FACup+CdL       | 0               | 0               | -                  | -                  | -                  | FLT         | -           | -           | 23     | 1      |
| 2021-2022            | Dundee Utd           | SP                   | 31         | 2          | SC+CdL          | 1+5             | 0+1             | -                  | -                  | -                  | -           | -           | -           | 37     | 3      |
| 2022-2023            | Dundee Utd           | SP                   | 19         | 1          | SC+CdL          | 2+1             | 0               | UECL               | 2                  | 0                  | -           | -           | -           | 24     | 1      |
| Totale Dundee Utd    | Totale Dundee Utd    | Totale Dundee Utd    | 65         | 5          |                 | 10              | 1               |                    | 2                  | 0                  |             | -           | -           | 77     | 6      |
| Totale carriera      | Totale carriera      | Totale carriera      | 431        | 63         |                 | 61              | 7               |                    | 48                 | 4                  |             | 0           | 0           | 540    | 73     |

### Cronologia presenze e reti in nazionale
| Cronologia completa delle presenze e delle reti in nazionale ― Scozia | Cronologia completa delle presenze e delle reti in nazionale ― Scozia | Cronologia completa delle presenze e delle reti in nazionale ― Scozia | Cronologia completa delle presenze e delle reti in nazionale ― Scozia | Cronologia completa delle presenze e delle reti in nazionale ― Scozia | Cronologia completa delle presenze e delle reti in nazionale ― Scozia | Cronologia completa delle presenze e delle reti in nazionale ― Scozia | Cronologia completa delle presenze e delle reti in nazionale ― Scozia |
| Data                                                                  | Città                                                                 | In casa                                                               | Risultato                                                             | Ospiti                                                                | Competizione                                                          | Reti                                                                  | Note                                                                  |
| --------------------------------------------------------------------- | --------------------------------------------------------------------- | --------------------------------------------------------------------- | --------------------------------------------------------------------- | --------------------------------------------------------------------- | --------------------------------------------------------------------- | --------------------------------------------------------------------- | --------------------------------------------------------------------- |
| 29-2-2012                                                             | Capodistria                                                           | Slovenia                                                              | 1 – 1                                                                 | Scozia                                                                | Amichevole                                                            | -                                                                     |                                                                       |
| 26-5-2012                                                             | Jacksonville                                                          | Stati Uniti                                                           | 5 – 1                                                                 | Scozia                                                                | Amichevole                                                            | -                                                                     | 68’                                                                   |
| 15-8-2012                                                             | Edimburgo                                                             | Scozia                                                                | 3 – 1                                                                 | Australia                                                             | Amichevole                                                            | -                                                                     | 69’                                                                   |
| 14-11-2012                                                            | Lussemburgo                                                           | Lussemburgo                                                           | 1 – 2                                                                 | Scozia                                                                | Amichevole                                                            | -                                                                     | 46’                                                                   |
| 6-2-2013                                                              | Aberdeen                                                              | Scozia                                                                | 1 – 0                                                                 | Estonia                                                               | Amichevole                                                            | 1                                                                     |                                                                       |
| 22-3-2013                                                             | Glasgow                                                               | Scozia                                                                | 1 – 2                                                                 | Galles                                                                | Qual. Mondiali 2014                                                   | -                                                                     |                                                                       |
| 14-8-2013                                                             | Londra                                                                | Inghilterra                                                           | 3 – 2                                                                 | Scozia                                                                | Amichevole                                                            | -                                                                     | 67’                                                                   |
| 6-9-2013                                                              | Glasgow                                                               | Scozia                                                                | 0 – 2                                                                 | Belgio                                                                | Qual. Mondiali 2014                                                   | -                                                                     |                                                                       |
| 10-9-2013                                                             | Skopje                                                                | Macedonia                                                             | 1 – 2                                                                 | Scozia                                                                | Qual. Mondiali 2014                                                   | -                                                                     | 66’                                                                   |
| 15-10-2013                                                            | Glasgow                                                               | Scozia                                                                | 2 – 0                                                                 | Croazia                                                               | Qual. Mondiali 2014                                                   | -                                                                     |                                                                       |
| 15-11-2013                                                            | Glasgow                                                               | Scozia                                                                | 0 – 0                                                                 | Stati Uniti                                                           | Amichevole                                                            | -                                                                     |                                                                       |
| 5-3-2014                                                              | Varsavia                                                              | Polonia                                                               | 0 – 1                                                                 | Scozia                                                                | Amichevole                                                            | -                                                                     |                                                                       |
| 28-5-2014                                                             | Londra                                                                | Scozia                                                                | 2 – 2                                                                 | Nigeria                                                               | Amichevole                                                            | 1                                                                     |                                                                       |
| 7-9-2014                                                              | Dortmund                                                              | Germania                                                              | 2 – 1                                                                 | Scozia                                                                | Qual. Euro 2016                                                       | -                                                                     | 90+1’, 90+3’                                                          |
| 14-11-2014                                                            | Glasgow                                                               | Scozia                                                                | 1 – 0                                                                 | Irlanda                                                               | Qual. Euro 2016                                                       | -                                                                     |                                                                       |
| 18-11-2014                                                            | Glasgow                                                               | Scozia                                                                | 1 – 3                                                                 | Inghilterra                                                           | Amichevole                                                            | -                                                                     | 46’                                                                   |
| 5-6-2015                                                              | Edimburgo                                                             | Scozia                                                                | 1 – 0                                                                 | Qatar                                                                 | Amichevole                                                            | -                                                                     |                                                                       |
| 13-6-2015                                                             | Dublino                                                               | Irlanda                                                               | 1 – 1                                                                 | Scozia                                                                | Qual. Euro 2016                                                       | -                                                                     |                                                                       |
| 4-9-2015                                                              | Tbilisi                                                               | Georgia                                                               | 1 – 0                                                                 | Scozia                                                                | Qual. Euro 2016                                                       | -                                                                     |                                                                       |
| 7-9-2015                                                              | Glasgow                                                               | Scozia                                                                | 2 – 3                                                                 | Germania                                                              | Qual. Euro 2016                                                       | -                                                                     |                                                                       |
| 24-3-2016                                                             | Praga                                                                 | Rep. Ceca                                                             | 0 – 1                                                                 | Scozia                                                                | Amichevole                                                            | -                                                                     |                                                                       |
| 29-3-2016                                                             | Glasgow                                                               | Scozia                                                                | 1 – 0                                                                 | Danimarca                                                             | Amichevole                                                            | -                                                                     | 46’                                                                   |
| 29-5-2016                                                             | Ta' Qali                                                              | Italia                                                                | 1 – 0                                                                 | Scozia                                                                | Amichevole                                                            | -                                                                     |                                                                       |
| 4-6-2016                                                              | Longeville-lès-Metz                                                   | Francia                                                               | 3 – 0                                                                 | Scozia                                                                | Amichevole                                                            | -                                                                     | 46’                                                                   |
| 22-3-2017                                                             | Edimburgo                                                             | Scozia                                                                | 1 – 1                                                                 | Canada                                                                | Amichevole                                                            | -                                                                     |                                                                       |
| 26-3-2017                                                             | Glasgow                                                               | Scozia                                                                | 1 – 0                                                                 | Slovenia                                                              | Qual. Mondiali 2018                                                   | -                                                                     |                                                                       |
| 10-6-2017                                                             | Glasgow                                                               | Scozia                                                                | 2 – 2                                                                 | Inghilterra                                                           | Qual. Mondiali 2018                                                   | -                                                                     |                                                                       |
| 1-9-2017                                                              | Vilnius                                                               | Lituania                                                              | 0 – 3                                                                 | Scozia                                                                | Qual. Mondiali 2018                                                   | -                                                                     | 67’                                                                   |
| 4-9-2017                                                              | Glasgow                                                               | Scozia                                                                | 2 – 0                                                                 | Malta                                                                 | Qual. Mondiali 2018                                                   | -                                                                     | 56’                                                                   |
| 5-10-2017                                                             | Glasgow                                                               | Scozia                                                                | 1 – 0                                                                 | Slovacchia                                                            | Qual. Mondiali 2018                                                   | -                                                                     |                                                                       |
| 8-10-2017                                                             | Vilnius                                                               | Slovenia                                                              | 2 – 2                                                                 | Scozia                                                                | Qual. Mondiali 2018                                                   | -                                                                     | 83’                                                                   |
| 9-11-2017                                                             | Aberdeen                                                              | Scozia                                                                | 0 – 1                                                                 | Paesi Bassi                                                           | Amichevole                                                            | -                                                                     | 46’                                                                   |
| 23-3-2018                                                             | Glasgow                                                               | Scozia                                                                | 0 – 1                                                                 | Costa Rica                                                            | Amichevole                                                            | -                                                                     | 46’                                                                   |
| 27-3-2018                                                             | Budapest                                                              | Ungheria                                                              | 0 – 1                                                                 | Scozia                                                                | Amichevole                                                            | -                                                                     | cap. 49’                                                              |
| 30-5-2018                                                             | Lima                                                                  | Perù                                                                  | 2 – 0                                                                 | Scozia                                                                | Amichevole                                                            | -                                                                     |                                                                       |
| 3-6-2018                                                              | Città del Messico                                                     | Messico                                                               | 1 – 0                                                                 | Scozia                                                                | Amichevole                                                            | -                                                                     | 65’                                                                   |
| 7-9-2018                                                              | Glasgow                                                               | Scozia                                                                | 0 – 4                                                                 | Belgio                                                                | Amichevole                                                            | -                                                                     | 68’                                                                   |
| 10-9-2018                                                             | Glasgow                                                               | Scozia                                                                | 2 – 0                                                                 | Albania                                                               | UEFA Nations League 2018-2019 - 1º turno                              | -                                                                     |                                                                       |
| 11-10-2018                                                            | Haifa                                                                 | Israele                                                               | 2 – 1                                                                 | Scozia                                                                | UEFA Nations League 2018-2019 - 1º turno                              | 1                                                                     | 46’                                                                   |
| 8-6-2019                                                              | Glasgow                                                               | Scozia                                                                | 2 – 1                                                                 | Cipro                                                                 | Qual. Euro 2020                                                       | -                                                                     |                                                                       |
| 11-6-2019                                                             | Bruxelles                                                             | Belgio                                                                | 3 – 0                                                                 | Scozia                                                                | Qual. Euro 2020                                                       | -                                                                     | cap.                                                                  |
| 6-9-2019                                                              | Glasgow                                                               | Scozia                                                                | 1 – 2                                                                 | Russia                                                                | Qual. Euro 2020                                                       | -                                                                     |                                                                       |
| 9-9-2019                                                              | Glasgow                                                               | Scozia                                                                | 0 – 4                                                                 | Belgio                                                                | Qual. Euro 2020                                                       | -                                                                     |                                                                       |
| 10-10-2019                                                            | Mosca                                                                 | Russia                                                                | 4 – 0                                                                 | Scozia                                                                | Qual. Euro 2020                                                       | -                                                                     |                                                                       |
| Totale                                                                |                                                                       | Presenze                                                              | 45                                                                    |                                                                       | Reti                                                                  | 3                                                                     |                                                                       |

## Palmarès

### Club
- Campionato scozzese: 5

Celtic: 2011-2012, 2012-2013, 2013-2014, 2014-2015, 2015-2016
- Coppa di Scozia: 2

Celtic: 2010-2011, 2012-2013
- Coppa di Lega scozzese: 1

Celtic: 2014-2015

### Individuale
- Giocatore dell'anno della SPFA: 1

2012
- Giocatore dell'anno della SFWA: 1

2012